# ليستير باتلر
ليستير باتلر (بالإنجليزية: Lester Butler)‏ هو موسيقي أمريكي، ولد في 12 نوفمبر 1959 في فرجينيا في الولايات المتحدة، وتوفي في 9 مايو 1998 في كولومبوس في الولايات المتحدة.

## روابط خارجية
- ليستير باتلر على موقع أول ميوزيك (الإنجليزية)